# El Santo
Pour les articles homonymes, voir Santo.
 (septembre 2021).
Si vous disposez d'ouvrages ou d'articles de référence ou si vous connaissez des sites web de qualité traitant du thème abordé ici, merci de compléter l'article en donnant les références utiles à sa vérifiabilité et en les liant à la section « Notes et références ».
El Santo de son vrai nom Rodolfo Guzmán Huerta (né le 23 septembre 1917 à Tulancingo et mort le 5 février 1984 à Mexico),  est un catcheur (lutteur professionnel) et acteur de cinéma mexicain.
El Santo est certainement le catcheur le plus connu d'Amérique latine, et il a acquis le titre de « légende » de la lucha libre dans son pays. En près de quarante ans de carrière, il fut élevé au rang de héros populaire, symbole de justice, au travers des exploits de son personnage de bandes dessinées et de films. Sa célébrité tient d'ailleurs davantage à sa carrière cinématographique qu'à sa carrière de sportif. Il fut enterré avec son célèbre masque.

## Biographie

### Enfance
Né à Tulancingo dans l'état d'Hidalgo, Rodolfo Guzmán Huerta est le cinquième d'une famille de sept enfants. Dans les années 1920, la famille s'installe dans le quartier Tepito de Mexico. Sportif, Rodolfo pratique le baseball et le football américain, puis s'intéresse à la lutte en général : il apprend le ju-jitsu et la lutte gréco-romaine.

### Ses débuts
Rodolfo Guzmán commence à s'intéresser aux prémices de la lutte libre mexicaine, la lucha libre, sorte de catch où les técnicos (les « gentils ») affrontent les rudos (les « méchants »). On ignore quels sont précisément ses débuts en compétition, mais on sait qu'il apparaît à l'Arena Peralvillo Cozumel le 28 juin 1934 sous son véritable nom, puis en 1935 au Deportivo Islas de la colonie Guerrero à Mexico.
Dans la seconde moitié des années 1930, Rodolfo Guzmán se bat sous les pseudonymes successifs de Rudy Guzmán, El Hombre Rojo, El enmascarado, El Demonio Negro, et El Murciélago II. Il avait emprunté ce dernier nom à un lutteur de l'époque, Jesús « el Murciélago » Velásquez, qui porta réclamation, et obtint de la Commission Mexicaine de Boxe et de Lutte qu'elle retire le droit à Guzmán de l'utiliser.

### Naissance d'El Santo
En 1942, l'entraineur de Guzmán, Don Jesús Lomelí, crée une équipe de lutteurs vêtus de costumes argentés, et lui demande d'en faire partie. Des trois noms proposés par Lomelí : El Santo, El Diablo, et El Ángel, Guzmán choisit le premier. Il apparait pour la première fois sous ce nom le 26 juin de la même année, à l'Arena México, se battant du côté des rudos.

### Accession à la célébrité
À cette époque, les méchants rudos étaient très peu populaires auprès du public, qui encourageait davantage les héros técnicos. El Santo développe rapidement un style personnel, innovateur. Après avoir changé de camp, son agilité et sa polyvalence en font un lutteur apprécié des connaisseurs, et bientôt populaire auprès du grand public. El Santo se bat la tête recouverte d'un masque d'argent, qui lui vaut son surnom, et l'identifie comme técnico. Jamais au cours de sa carrière de lutteur El Santo ne perdra son masque, synonyme d'honneur dans la lucha libre.
Au milieu des années 1950, El Santo s'entraîne au colisée de Guadalajara Jalisco au sein de la pépinière de Cuauhtémoc « El Diablo » Velasco, fondateur de la première école de lucha libre professionnelle, avec qui il peaufine son style et sa technique.

### La conversion en légende
Dans les années 1950, l'artiste et éditeur José Guadalupe Cruz lance la publication d'une bande dessinée d'El Santo, faisant de lui le premier personnage luchador de l'histoire du neuvième art mexicain.
Devant le succès du comic, Fernando Osés, lutteur et acteur, l'invite à débuter au cinéma. Sans abandonner la lucha libre, El Santo tourne en 1958 dans deux films de Joselito Rodríguez : Santo contra el Cerebro del Mal et Santo contra los hombres infernales, coproduits avec Cuba et achevés un jour avant l'entrée à La Havane de Fidel Castro proclamant la victoire de la révolution cubaine. Ces deux films sont souvent considérés comme ratés, voire très mauvais en raison d'un budget réduit et d'une grande part d'improvisation. Cependant, ils touchent un large public et deviennent rapidement un succès commercial.
El Santo enchaîne donc les films pendant près de trente ans, se convertissant peu à peu en héros populaire auprès des enfants et des adultes. Le film le plus apprécié est certainement Las Momias de Guanajuato, où El Santo apparaît aux côtés de Blue Demon et Mil Máscaras, tandis que le plus connu internationalement Santo vs. las Mujeres Vampiro de 1962, paru sous les différents titres Santo vs the Vampire Women, The Saint Against the Vampire Women, Samson vs the Vampire Women, El Santo contra Las Vampiras et en France Superman contre les femmes vampires. Doté du plus grand budget de la série, les femmes vampires introduit la mythologie d'El Santo, où le lutteur est le dernier descendant d'une longue lignée de héros qui affrontent les forces du mal. Les films sont un grand succès commercial également : chacun permet de produire le suivant, et les ventes de la bande dessinée et des salles de combats suivent en conséquence.
Sur le ring, El Santo n'a jamais perdu son masque au combat. Pendant de longues années, peu d'élus connaissaient son vrai visage. Il se retire officiellement le 26 juillet 1982 et quitte son masque en direct au cours de l'émission Contrapunto de Jacobo Zabludovsky le 26 janvier 1984. Moins de deux semaines plus tard, le 5 février, il décède d'un infarctus du myocarde, passant du statut d'icone à celui de légende.
Ses funérailles ont lieu à Mexico devant des dizaines de milliers de fans et des célébrités. El Santo est enterré portant son inséparable masque d'argent.

### Famille et succession
Au début des années 1940, Guzmán épouse María de los Ángeles Rodríguez Montaño, avec qui il a dix enfants : Alejandro, María de los Ángeles, Héctor Rodolfo, Blanca Lilia, Víctor Manuel, Miguel Ángel, Silvia Yolanda, María de Lourdes, Mercedes, et el Hijo del Santo. Ce dernier s'est converti en lutteur à son tour, et a trouvé la célébrité en prolongeant l'œuvre de son père : films, et combats.
El Santo s'est remarié avec Eva Enriquetta Vallejo Vadager, avec qui il a eu un autre enfant.
Un frère de Rodolfo lutta sous le nom « El Black » Guzmán et devint champion du monde des poids moyens en décembre 1941.

## Lucha libre

### Palmarès de Lucha libre
Titre mondial de poids welter NWA
- 21 février 1943 contre El Ciclón Veloz

Titre mondial de poids moyen NWA
- 19 mars 1943 contre Jesús « Murciélago » Velásquez
- 31 mai 1946 contre Tuffy Truesdel
- 14 septembre 1956
- 28 juin 1963

Champion poids welter Asociación Nacional de Lucha
- 13 mars 1946 contre Pete Panco
- 25 juillet 1953

Champion du monde de poids moyen Asociación Nacional de Lucha
- 1er janvier 1954

## Carrière cinématographique

### Filmographie
Sur plus de cinquante films, El Santo apparaît en héros représentant le bien et la justice face à des ennemis humains (savant fou, karatéka), animaux (chien enragé, gorille), robotisés (androïde), surnaturels (zombie, momie, loup-garou, cyclope) ou extra-terrestres (martien) ; connus (Dracula, la Llorona, Frankenstein et sa famille) ou anonymes (hors-la-loi, nazi, mafioso) ; et parfois improbables (femme-vampire, lépreux, statue de cire).
Les films d'El Santo s'échelonnent du navet au bon film de série B, en passant par le nanar de série Z. Quoi qu'il en soit, ils ont touché un très large public mexicain, convertissant le lutteur masqué d'argent en héros emblématique tout en remplissant les caisses des producteurs. Certains de ces films connaissent une carrière hors du Mexique, comme Santo, el Enmascarado de Plata vs. la invasión de los marcianos, devenu Superman contre l'invasion des martiens dans la version francophone en Belgique et en France. Le nom de El Santo n'étant pas nécessairement connu hors du Mexique, il devient Superman en français, The Saint en Angleterre, Argos en Italie et Samson aux États-Unis.
En 1976, le nouveau gouvernement du Mexique décide de réduire les budgets alloués aux films de lucha libre, provoquant le déclin progressif du genre. El Santo connaît une fin de carrière cinématographique moins prolifique, mais continue de tourner jusqu'à sa retraite officielle en 1982, après La furia de los karatecas.

#### Comme acteur
| Année | Titre | Réalisateur                                 |
| ----- | --- | ------------------------------------------- |
| 1958  | Santo contre l'esprit du mal (Santo contra el Cerebro del Mal)                                            | Joselito Rodríguez                          |
| 1958  | Santo contra los hombres infernales                                                                       | Joselito Rodríguez                          |
| 1961  | Santo contra los zombis                                                                                   | Benito Alazraki                             |
| 1961  | Santo contra el Rey del Crimen                                                                            | Federico Curiel                             |
| 1961  | Santo en el hotel de la muerte                                                                            | Federico Curiel                             |
| 1961  | Santo contra el cerebro diabólico                                                                         | Federico Curiel                             |
| 1962  | Superman contre les femmes vampires (Santo vs. las mujeres vampiro)                                       | Alfonso Corona Blake                        |
| 1963  | Santo en el museo de cera                                                                                 | Alfonso Corona Blake et Manuel San Fernando |
| 1963  | Santo vs. el estrangulador                                                                                | René Cardona                                |
| 1963  | Santo contra el espectro                                                                                  | René Cardona                                |
| 1964  | Blue Demon contre le pouvoir satanique (Blue Demon contra el poder satánico)                              | Chano Urueta                                |
| 1964  | El hacha diabólica                                                                                        | José Díaz Morales                           |
| 1964  | Atacan las brujas                                                                                         | José Díaz Morales                           |
| 1965  | Profanadores de tumbas                                                                                    | José Díaz Morales                           |
| 1965  | El barón Brákola                                                                                          | José Díaz Morales                           |
| 1966  | Superman contre l'invasion des martiens (Santo, el Enmascarado de Plata vs. la invasión de los marcianos) | Alfredo B. Crevenna                         |
| 1966  | Santo, el Enmascarado de Plata vs. los villanos del ring                                                  | Alfredo B. Crevenna                         |
| 1966  | Operación 67                                                                                              | René Cardona et René Cardona Jr.            |
| 1966  | Santo et le Trésor de Montezuma (El tesoro de Moctezuma)                                                  | René Cardona et René Cardona Jr.            |
| 1968  | Santo et le trésor de Dracula (Santo en el tesoro de Drácula)                                             | René Cardona                                |
| 1968  | Santo contra Capulina                                                                                     | René Cardona                                |
| 1969  | Santo contra Blue Demon en la Atlántida                                                                   | Julián Soler                                |
| 1969  | Santo y Blue Demon contra los monstruos                                                                   | Gilberto Martínez Solares                   |
| 1969  | El mundo de los muertos                                                                                   | Gilberto Martínez Solares                   |
| 1969  | Santo vs. los cazadores de cabezas                                                                        | René Cardona                                |
| 1969  | El Santo contre les tueurs de la Mafia (Santo frente a la muerte)                                         | Fernando Orozco                             |
| 1970  | Santo et la vengeance des femmes vampires (Santo en la venganza de las mujeres vampiro)                   | Federico Curiel                             |
| 1970  | Santo contre les chevaliers de la terreur (Santo contra los jinetes del terror)                           | René Cardona                                |
| 1970  | Santo vs. la mafia del vicio                                                                              | Federico Curiel                             |
| 1970  | Santo en la venganza de la momia                                                                          | René Cardona                                |
| 1970  | Santo contre les momies de Guanajuato (El Santo vs. las momias de Guanajuato)                             | Federico Curiel                             |
| 1971  | Santo contra los asesinos de otros mundos                                                                 | Rubén Galindo                               |
| 1971  | Santo y el águila real                                                                                    | Alfredo B. Crevenna                         |
| 1971  | Misión suicida                                                                                            | Federico Curiel                             |
| 1971  | Santo vs. la hija de Frankenstein                                                                         | Miguel M. Delgado                           |
| 1972  | Magie noire à Haïti (Santo contra la magia negra)                                                         | Alfredo B. Crevenna                         |
| 1972  | Santo et Blue Demon contre Dracula et le loup-garou (Santo y Blue Demon contra Drácula y el hombre lobo)  | Miguel M. Delgado                           |
| 1972  | Las bestias del terror                                                                                    | Alfredo B. Crevenna                         |
| 1972  | Santo contra los secuestradores                                                                           | Federico Curiel                             |
| 1973  | Santo y Blue Demon contra el doctor Frankenstein                                                          | Miguel M. Delgado                           |
| 1973  | Santo contra el doctor Muerte                                                                             | Rafael Romero Marchent                      |
| 1974  | La venganza de La Llorona                                                                                 | Miguel M. Delgado                           |
| 1975  | Anónimo mortal                                                                                            | Aldo Monti                                  |
| 1976  | Santo en el misterio de la perla negra                                                                    | Fernando Orozco                             |
| 1976  | Santo vs. las lobas                                                                                       | Rubén Galindo et Jaime Jiménez Pons         |
| 1976  | México de mis amores                                                                                      | Nancy Cárdenas                              |
| 1977  | Santo en oro negro                                                                                        | Federico Curiel                             |
| 1977  | Misterio en las Bermudas                                                                                  | Gilberto Martínez Solares                   |
| 1979  | Santo en la frontera del terror                                                                           | Rafael Pérez Grovas                         |
| 1981  | Santo contra el asesino de la televisión                                                                  | Rafael Pérez Grovas                         |
| 1981  | Chanoc y el hijo del Santo vs. los vampiros asesinos                                                      | Rafael Pérez Grovas                         |
| 1982  | El puño de la muerte                                                                                      | Alfredo B. Crevenna                         |
| 1982  | Santo contre le poing de la mort (La furia de los karatecas)                                              | Alfredo B. Crevenna                         |

#### Comme producteur
- 1970 : Santo contra los jinetes del terror de René Cardona
- 1971 : Santo en la venganza de la momia de René Cardona
- 1972 : Santo vs. la hija de Frankenstein de Miguel M. Delgado
- 1973 : Santo y Blue Demon contra Drácula y el Hombre Lobo de Miguel M. Delgado
- 1974 : La Venganza de la llorona de Miguel M. Delgado

### Distinctions
À titre posthume, El Santo a remporté les distinctions cinématographiques suivantes :
- 1997 : Jan-Olof Rydqvist Memorial Diploma au Festival du film fantastique de Suède
- 2003 : Spécial MTV Movie Award à Mexico pour l'ensemble de sa carrière (prix remis à son fils)

## Adaptations

### Bande dessinée
La première bande dessinée d'El Santo parut dans les années 1950, convertissant le lutteur en personnage « semi-fictif », et lui permettant d'accéder au titre d'icone. Les histoires mélangeaient le monde réel du lutteur à un imaginaire débridé, composé de diverses créatures surnaturelles maléfiques et de méchants bien humains. Cette parution concurrençait à l'époque un autre personnage populaire, Kalimán.

### Dessin animé
Le 27 octobre 2004, Cartoon Network commençait la diffusion d'une adaptation en mini-série animée de cinq épisodes de 2 minutes, chaque mercredi à 20 heures. Le scénario est inspiré de la filmographie d'El Santo : le lutteur affronte un scientifique maléfique, le Docteur Clone, qui a récupéré l'ADN des anciens adversaires du héros dans le but de les ressusciter, de les faire affronter El Santo, et de dominer le monde.